# Batalha de Bzura
A Batalha de Bzura ou Batalha de Kutno foi a maior batalha da invasão alemã da Polônia de 1939, travada entre 9 e 19 de setembro, entre as forças polacas e alemãs. Começou como um contra-ataque polonês, mas os alemães flanquearam os polacos e conquistaram toda a Polônia Ocidental.

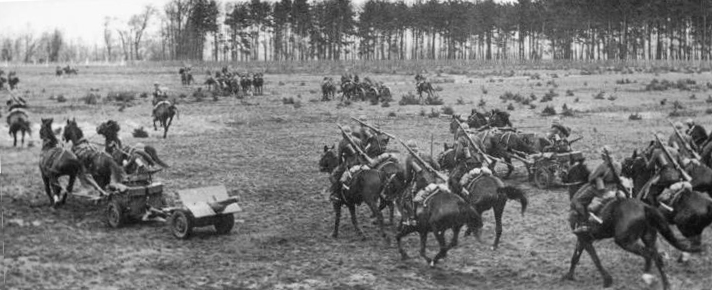

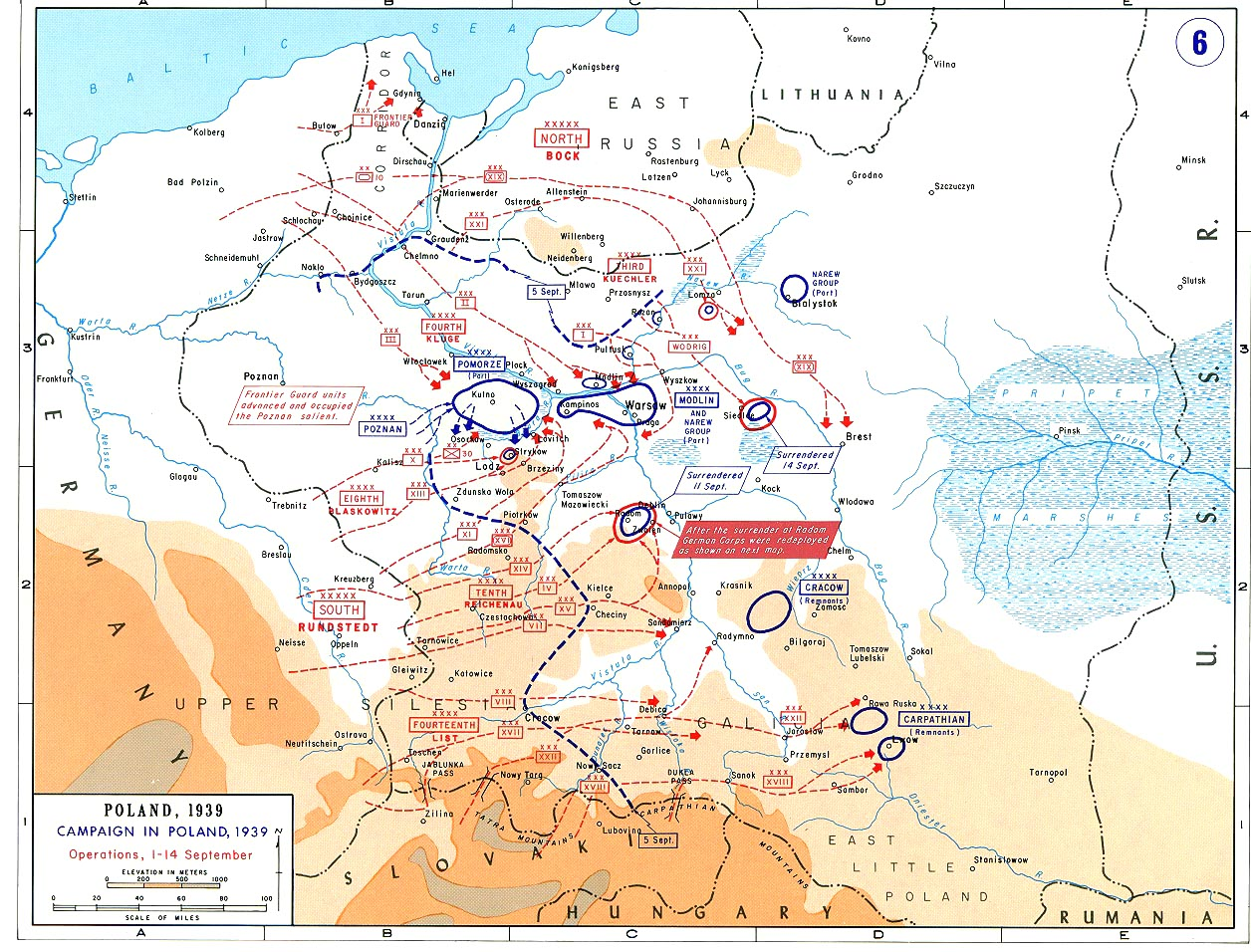
Mapa do ataque alemão e contra-ataque polonês em Kutno